# Ethelred I
Ethelred I (ur. ok. 837, zm. 23 kwietnia 871 pod Merton) – anglosaski król Wesseksu w latach 865-871, młodszy syn króla Ethelwulfa i Osburgi.

## Życiorys
Tron objął w 865 lub 866 r. po śmierci brata, Ethelberta. Za jego panowania na Brytanię spadło wiele niszczycielskich najazdów Duńczyków. W 865 r. Duńczycy wylądowali w Anglii Wschodniej, rozpoczynając podbój tych terenów. Rok później ich armia ruszyła na York. Ethelred mógł przystąpić do walk z Duńczykami dopiero jesienią 870 r. 31 grudnia armia duńska została pokonana pod Englefield w hrabstwie Berkshire przez tamtejszego earldormana, Aethelwulfa. Zginął tam duński jarl Sidroc. Zwycięstwo to na niewiele się jednak zdało. Już 4 stycznia 871 r. armia anglosaska dowodzona przez Ethelreda i jego młodszego brata, Alfreda, została pokonana pod Reading.
Straty były wysokie po obu stronach. Ethelred wykorzystał to, odbudował armię i 8 stycznia wydał Duńczykom bitwę pod Ashburton. Duńczycy ponieśli klęskę, ale straty były wielkie po obu stronach. Zwycięstwo to pozostało również niewykorzystane, a już 22 stycznia Duńczycy zadali wojskom Ethelreda ciężką klęskę pod Old Basing. Ethelred wycofał się, odbudował armię i wiosną wznowił działania wojenne przeciwko najeźdźcom. 23 kwietnia stoczył bitwę pod Merton, ale poniósł klęskę i zginął na polu bitwy. Koronę odziedziczył jego młodszy brat, Alfred.
Ethelred został pochowany w Wimborne w hrabstwie Dorset. Bardzo pobożny i popularny za życia, został przez lud uznany za świętego. Mimo iż nigdy nie przeprowadzono jego kanonizacji, do grobu Ethelreda często wyruszały pielgrzymki.
Żoną Ethelreda była Wulfrida, o której nie mamy bliższych informacji. Ethelred miał z nią dwóch synów: Aethelwolda i Aethelhelma, którego niektórzy historycy uważają za w prostej linii przodka króla Harolda II.